# Enrico di Francia (1121-1175)
Enrico di Francia, in francese Henri de France (1121 – 13 novembre 1175), fu un principe francese che divenne vescovo di Beauvais e poi arcivescovo di Reims.
Era il terzo figlio del re di Francia Luigi VI e della regina Adelaide di Savoia. Era quindi fratello di Luigi VII di Francia.

## Biografia
Destinato fin da fanciullo alla carriera ecclesiastica, ebbe la tonsura all'età di tredici anni  e due anni dopo venne ordinato suddiacono. Si provvide quindi a poco a poco a fargli avere quei benefici che gli avrebbero permesso di mantenere il suo rango. Nel 1146 egli si ritirò nell'Abbazia di Clairvaux come semplice monaco.
Nel 1149, alla morte di Oddone III, vescovo di Beauvais, il capitolo della città lo elesse come successore. Furono in effetti l'influenza di Bernardo di Chiaravalle e di Pietro il Venerabile a determinare questa scelta. Impreparato ad assumere le funzioni pastorali di vescovo, egli s'inimicò la borghesia, che aveva formato una comunità. Il conflitto s'inasprì, poiché il fratello del vescovo, Luigi VII di Francia, prese le parti della borghesia, mentre l'altro fratello, Roberto I di Dreux, stava dalla sua parte: fu papa Eugenio III che pose fine alla controversia nel 1151.
Nel 1162 Enrico lasciò la sede episcopale di Beauvais per quella arcivescovile di Reims. Nel 1164 egli vi organizzò un concilio, durante il quale ebbe, nel 1167, dei contrasti con il comune di Reims, ma questa volta re Luigi VII fu con lui e fece domare rapidamente la ribellione,
In seguito egli abbellì la città di Reims e contribuì al suo sviluppo urbanistico ed economico.

## Ascendenza
|                      |                     |                         | Genitori                |  |  | Nonni |  |  | Bisnonni            |  |  | Trisnonni             |  |
|                      |                     |                         |                         |  |  |       |  |  | Enrico I di Francia |  |  | Roberto II di Francia |  |
|                      |                     |                         |                         |  |  |       |  |  | Enrico I di Francia |  |  | Roberto II di Francia |  |
|                      |                     | Costanza d'Arles        |                         |  |  |       |  |  | Enrico I di Francia |  |  |                       |  |
| Filippo I di Francia |                     |                         |                         |  |  |       |  |  | Enrico I di Francia |  |  |                       |  |
|                      |                     | Anna di Kiev            | Jaroslav I di Kiev      |  |  |       |  |  |                     |  |  |                       |  |
|                      |                     | Anna di Kiev            | Jaroslav I di Kiev      |  |  |       |  |  |                     |  |  |                       |  |
|                      |                     | Anna di Kiev            | Ingegerd Olofsdotter    |  |  |       |  |  |                     |  |  |                       |  |
| Luigi VI di Francia  |                     | Anna di Kiev            |                         |  |  |       |  |  |                     |  |  |                       |  |
|                      |                     | Fiorenzo I d'Olanda     | Teodorico III d'Olanda  |  |  |       |  |  |                     |  |  |                       |  |
|                      |                     | Fiorenzo I d'Olanda     | Teodorico III d'Olanda  |  |  |       |  |  |                     |  |  |                       |  |
|                      |                     | Fiorenzo I d'Olanda     | Otelinda di Sassonia    |  |  |       |  |  |                     |  |  |                       |  |
| Berta d'Olanda       |                     | Fiorenzo I d'Olanda     |                         |  |  |       |  |  |                     |  |  |                       |  |
|                      |                     | Gertrude di Sassonia    | Bernardo II di Sassonia |  |  |       |  |  |                     |  |  |                       |  |
|                      |                     | Gertrude di Sassonia    | Bernardo II di Sassonia |  |  |       |  |  |                     |  |  |                       |  |
|                      |                     | Gertrude di Sassonia    | Elika di Schweinfult    |  |  |       |  |  |                     |  |  |                       |  |
| Luigi VII di Francia |                     | Gertrude di Sassonia    |                         |  |  |       |  |  |                     |  |  |                       |  |
|                      | Amedeo II di Savoia | Oddone di Savoia        |                         |  |  |       |  |  |                     |  |  |                       |  |
|                      | Amedeo II di Savoia | Oddone di Savoia        |                         |  |  |       |  |  |                     |  |  |                       |  |
|                      | Amedeo II di Savoia | Adelaide di Susa        |                         |  |  |       |  |  |                     |  |  |                       |  |
| Umberto II di Savoia | Amedeo II di Savoia |                         |                         |  |  |       |  |  |                     |  |  |                       |  |
|                      |                     | Giovanna di Ginevra     | Giroldo di Ginevra      |  |  |       |  |  |                     |  |  |                       |  |
|                      |                     | Giovanna di Ginevra     | Giroldo di Ginevra      |  |  |       |  |  |                     |  |  |                       |  |
|                      |                     | Giovanna di Ginevra     | Gisella di Borgogna     |  |  |       |  |  |                     |  |  |                       |  |
| Adelaide di Savoia   |                     | Giovanna di Ginevra     |                         |  |  |       |  |  |                     |  |  |                       |  |
|                      |                     | Guglielmo I di Borgogna | Rinaldo I di Borgogna   |  |  |       |  |  |                     |  |  |                       |  |
|                      |                     | Guglielmo I di Borgogna | Rinaldo I di Borgogna   |  |  |       |  |  |                     |  |  |                       |  |
|                      |                     | Guglielmo I di Borgogna | Alice di Normandia      |  |  |       |  |  |                     |  |  |                       |  |
| Giselda di Borgogna  |                     | Guglielmo I di Borgogna |                         |  |  |       |  |  |                     |  |  |                       |  |
|                      |                     | Stefania di Borgogna    | ?                       |  |  |       |  |  |                     |  |  |                       |  |
|                      |                     | Stefania di Borgogna    | ?                       |  |  |       |  |  |                     |  |  |                       |  |
|                      |                     | Stefania di Borgogna    | ?                       |  |  |       |  |  |                     |  |  |                       |  |
|                      |                     | Stefania di Borgogna    |                         |  |  |       |  |  |                     |  |  |                       |  |